# フーラ島

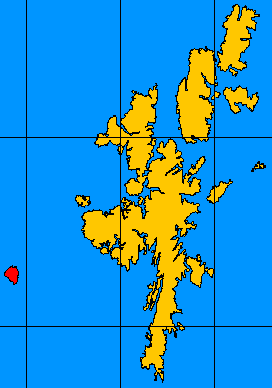
フーラ島の位置

フーラ島 （Foula、スコットランド・ゲール語Fughlaigh、古ノルド語:Fugløy）は、スコットランド、シェトランド諸島の島。イギリスで最も隔絶した地にある定住地の一つ。20世紀以降ホルバーン家が所有している。人口31人（2001年）。メインランド島からフェリーか飛行機で行くことができる。
ヒツジの放牧のほか、島内にある370m級の崖にはキョクアジサシやアビ、オオトウゾクカモメなどが生息することから、野鳥観察のための観光が主産業である。
イギリスが1752年にグレゴリオ暦を採用後、フーラ島は現在もユリウス暦を採用し続けている。
1720年、フーラ島で天然痘の大流行が起きた。他の地域とは隔絶した環境のため、免疫を持つ島民がいなかった。島民のおよそ9割が天然痘で命を落とした。
フーラ島は、ノルン語が第一言語として話された最後の地でもあった。現在のフーラ方言は、古ノルド語に強く影響を受けている。